# Campionato mondiale cadetti di scherma 2017
Il Campionato mondiale cadetti di scherma del 2017 ("2017 World Cadets Fencing Championships") è stato organizzato dalla Federazione internazionale della scherma e si è svolto a Plovdiv in Bulgaria dal 1 al 10 aprile.
Nel fioretto, si sono aggiudicati i titoli del campionato mondiale il russo Kirill Borodačëv, che ha battuto in finale il connazionale Vladislav Myl'nikov, e la russa Adelina Bikbulatova che ha avuto la meglio sulla magiara Nora Hajas.
Nella spada l'italiano Davide Di Veroli ha battuto in finale lo statunitense Ryan Griffiths, ottenendo il titolo mondiale cadetti maschile, mentre tra le donne la russa Aizanat Murtazaeva ha superato la magiara Tamara Gnám.
Nella sciabola il turco İbrahim Ahmed Acar prevale sullo statunitense Christopher Walker, mentre la magiara Liza Pusztai ha battuto la russa Alina Kliučnikova.

## Podi

### Uomini
| Specialità  | Oro                | Argento             | Bronzo                               |
| Individuali |                    |                     |                                      |
| Fioretto    | Kirill Borodačëv   | Vladislav Myl'nikov | Alessio Di Tommaso Ivan Trošin       |
| Spada       | Davide Di Veroli   | Ryan Griffiths      | Jonathan Piskovatskov Rafael Zagitov |
| Sciabola    | İbrahim Ahmed Acar | Christopher Walker  | Lim Jaeyoon Nikita Presnov           |

### Donne
| Specialità  | Oro                 | Argento          | Bronzo                                |
| Individuali |                     |                  |                                       |
| Fioretto    | Adelina Bikbulatova | Nora Hajas       | Amita Berthier Natalie Minarik        |
| Spada       | Aizanat Murtazaeva  | Tamara Gnám      | Anna Coufalova Renata Petri           |
| Sciabola    | Liza Pusztai        | Alina Kličnikova | Natalia Botello Elizabeth Tartakovsky |

## Medagliere
| Pos.   | Nazione       | Oro | Argento | Bronzo | Totale |
| ------ | ------------- | --- | ------- | ------ | ------ |
| 1      | Russia        | 3   | 2       | 3      | 8      |
| 2      | Ungheria      | 1   | 2       | 1      | 4      |
| 3      | Italia        | 1   | 0       | 1      | 2      |
| 4      | Turchia       | 1   | 0       | 0      | 1      |
| 5      | Stati Uniti   | 0   | 2       | 3      | 5      |
| 6      | Messico       | 0   | 0       | 1      | 1      |
| 6      | Corea del Sud | 0   | 0       | 1      | 1      |
| 6      | Rep. Ceca     | 0   | 0       | 1      | 1      |
| 6      | Singapore     | 0   | 0       | 1      | 1      |
| Totale | Totale        | 6   | 6       | 12     | 24     |